# Polska służba oświatowo-kulturalna w wojnie polsko-bolszewickiej
Polska służba oświatowo-kulturalna w wojnie polsko-bolszewickiej – organizacja i działania służby oświatowo-kulturalnej w okresie wojny polsko-bolszewickiej.
Służba oświatowo-kulturalna sprawowała opiekę nad życiem kulturalnym żołnierzy. Kierownicy oświatowi prowadzili Żołnierskie Szkoły Nauczania Początkowego, biblioteki żołnierskie oraz kolportowali książki i pisma wojskowe. Od lata 1919 rozpoczęto tworzenie struktur służby oświatowo-kulturalnej także w formacjach frontowych. Od początku 1920 kierownicy oświatowi prowadzili gospodarkę materiałową i finansową w obszarze swej służby.

## Organa naczelne służby oświatowo-kulturalnej
W drugiej dekadzie listopada do Departamentu Szkolnictwa Wojskowego Ministerstwa Spraw Wojskowych gen. Jana Iacyny, włączona została Sekcja Naukowa Komisji Wojskowej Rady Stanu wraz z Uniwersytetem Żołnierskim. Nieco później, w Sztabie Generalnym Wojska Polskiego zorganizowana został Sekcja Naukowa, która 14 grudnia 1918 przemianowana została na Instytut Historyczno-Wojskowy kierowany przez prof. Wacława Tokarza. Odpowiadał on za organizowanie pracy oświatowej wśród żołnierzy. W skład Instytutu wchodziło siedem wydziałów, w tym Wydział VI „Uniwersytet Żołnierski” Tadeusza Kurniłowicza. Od 22 grudnia działania oświatowe mieściły się w kompetencjach Oddziału VII Naukowego, w Sekcji „Uniwersytet Żołnierski” SG WP.
W marcu 1919 nastąpiła reorganizacja naczelnych organów wojskowych. Komórki odpowiedzialne za pracę oświatową, wcześniej umiejscowione w Sztabie Generalnym WP, przeniesione zostały do Ministerstwa Spraw Wojskowych, do Departamentu Naukowo-Szkolnego gen. Jacyny. Już w maju nastąpiła kolejna reorganizacja, a rozkaz Ministra Spraw Wojskowych z 16 maja prowadzenie działalności oświatowo-wychowawczej cedował na Sekcję Pedagogiczną prof. Lucjana Zarzeckiego, ściślej – Wydział „Uniwersytet Żołnierski”. Temu ostatniemu podlegali referenci oświatowi dowództw okręgów generalnych (DOGen.), dowództw okręgów etapowych (DOE), dowództw związków taktycznych i samodzielnych oddziałów. Ci zaś sprawowali nadzór nad referentami oddziałów, a poprzez nich nad referentami oświatowymi pododdziałów.
6 sierpnia Sekcja Pedagogiczna przekształcona została w Sekcję Kulturalno-Oświatową stanowiącą centralę Uniwersytetu Żołnierskiego. Na jej czele stanął por. Janusz Jędrzejewicz. Nowa sekcja odpowiadała za organizację pracy kulturalno-oświatowej. Dotyczyło to zarówno oddziałów frontowych, jak i stacjonujących w głębi kraju. Sekcja składała się z trzech wydziałów: ogólnego, żołnierskich szkół początkowych oraz życia kulturalnego żołnierzy. Referentów oświatowych zastąpili kierownicy oświatowi. Mieli oni pełnić obowiązki zarówno w formacjach podległych MSWojsk., jak i Naczelnemu Dowództwu WP. W formacjach tyłowych merytorycznie podporządkowani zostali oni szefowi Sekcji Kulturalno-Oświatowej i dalej kierownikom oświatowym DOGen. Do podstawowych obowiązków kierowników oświatowych należało: prowadzenie Żołnierskiej Szkoły Nauczania Początkowego, prowadzenie Biblioteki Żołnierskiej oraz kolportaż książek i pism wojskowych, a także organizacja życia kulturalnego żołnierzy. Od początku 1920 prowadzili gospodarkę materiałową i finansową swojej służby. W połowie maja 1920 nastąpiła kolejna reorganizacja służby oświatowo-wychowawczej. Na bazie Sekcji III Oświatowej utworzona została Sekcja Oświaty i Kultury MSWojsk. Kierowała ona działalnością oświatowo-kulturalną i wychowawczą w strefie pozafrontowej. Oprócz tego koordynowała działania stowarzyszeń i instytucji cywilnych współpracujących z wojskiem.

## Struktury służby oświatowo-kulturalnej na froncie i zapleczu
U schyłku 1918 dowódcy okręgów generalnych i samodzielnych oddziałów zostali zobowiązani do powołania referatów oświatowych. Zajęły się one trzema formami działania: szkołami początkowymi (nauczanie analfabetów), bibliotekami wojskowymi i organizowaniem życia kulturalnego. 4 lutego 1919 sieć referentów oświatowych rozszerzono do szczebla kompanii. W pododdziałach uczono czytania i pisania.  Żołnierz miał nabyć wiedzę niezbędną do świadomego wykonywania obowiązków żołnierskich i obywatelskich. Rekrutom przekazywano wiedzę z historii Polski, sytuacji w Europie, przyczynach wojny z Rosją Sowiecką. Z uwagi na potrzeby frontu, kursy dla analfabetów zwykle nie trwały dłużej niż trzy miesiące. Do nauki wracano podczas dłuższych przerw w walce.
Od lata 1919 służba oświatowo-kulturalna w formacjach frontowych podporządkowana była Biuru Prasowemu Oddziału II Naczelnego Dowództwa WP kpt. Juliusza Kaden-Bandrowskiego. Sekcja III „Biuro Prasowe” posiadała 9 etatów i odpowiadała między innymi za działalność Uniwersytetu Żołnierskiego na froncie. W listopadzie utworzony został Wydział Kulturalno-Oświatowy, a w zakres jego kompetencji wchodziło: organizowanie nauczania początkowego żołnierzy, organizowanie czytelni żołnierskich i utrzymywanie bibliotek żołnierskich oraz ewidencja, kolportaż wydawnictw dla żołnierzy, kontrola i organizacja życia żołnierskiego przez urządzanie odczytów i pogadanek, szerzenie zasad współdziałania, tworzenie księgarń frontowych, organizacja zabaw żołnierskich, współpraca z Centralnym Urzędem Filmowym, sport, zabawy i gry. Naczelnikowi Wydziału Kulturalno-Oświatowego, oprócz dwóch etatowych oficerów Wydziału, podlegali też w sprawach merytorycznych referenci kulturalno-oświatowi frontów, grup operacyjnych, dywizji piechoty, brygad jazdy, a także referenci DOE. Z końcem końca grudnia w Oddziale II Informacyjnym Sztabu Generalnego ND WP utworzono Sekcję VI Propagandy i Opieki nad Żołnierzami. Kierował nią kpt. Adam Koc. Sekcja posiadała Wydział Oświaty Żołnierskiej z  ppor. Ćwiekiem. Odpowiadał on za organizację kształcenia elementarnego żołnierzy, za fachowe przygotowanie personelu oświatowego i za wypracowanie metodyki prowadzenia działalności oświatowej w warunkach polowych.
Szczególnie intensywną pracę oświatowo-wychowawczą realizowano w ośrodkach szkolnych, zapasowych i etapowych, gdzie gromadziły się posiłki mające wzmocnić jednostki frontowe. Dla żołnierzy organizowano bezpłatne występy zespołów artystycznych, wyjścia do kin i teatrów. Dotyczyło to zwłaszcza Warszawy. Na front dostarczano prasę i książki. Agitowano za prowadzeniem bohaterskiej walki. Po zakończeniu działań wojennych stopniowo likwidowano struktury ND WP odpowiedzialne za działalność oświatową i kulturalną w formacjach frontowych. Służba ta ponownie weszła całkowicie w kompetencje Ministerstwa Spraw Wojskowych.

## Instytucje cywilne prowadzące działalność oświatową w wojsku
Latem 1919, przy Ministerstwie Spraw Wojskowych, powstał Naczelny Komitet Organizacyjny Instytucji Żołnierz Polski. Na jego czele stanął gen. Eugeniusz de Henning-Michaelis. Celem Instytucji było  między innymi podniesienie ducha moralnego i etycznego, troska o byt żołnierzy przez urządzanie gospód, dostarczanie środków sportu. Od lata 1920 wojsko znacząco zaczął wspierać Polski Biały Krzyż. Stał się on swoistą centralą wszystkich stowarzyszeń i instytucji społecznych, które miały w swym statucie działalność kulturalno-oświatową oraz pomoc materialną i ekonomiczną dla wojska. Władze PBK współpracowały z Sekcją Oświaty i Kultury MSWojsk. W końcu 1920 status pomocniczej organizacji wojskowej, usytuowanej przy Wojsku Polskim i funkcjonującej do jego demobilizacji, otrzymała też Young Men's Christian Assocition (YMCA). Jej zadaniem było organizowanie ognisk i gospód przy Legii Kobiet oraz sprawowanie opieki nad pracą kulturalno-oświatową wśród robotnic zatrudnionych w zakładach wojskowych. Pomocy wojsku przy prowadzeniu działalności oświatowo-wychowawczej udzielało także wiele innych organizacji społecznych. Były to: Towarzystwo im. Józefa Piłsudskiego, Polski Czerwony Krzyż, Liga Kobiet, Koła Polek, Polska Macierz Szkolna, Komitet Obrony Kraju, „Pogoń”, Pomocnicza Wojskowa Służba Narodowa, Związek Zawodowy Nauczycieli Szkół Średnich, Inspektorat Szkolny Nauczycieli Szkół Powszechnych. Pomoc polegała między innymi na kierowaniu kadr do prowadzenia zajęć, odczytów czy pogadanek. Była to także pomoc w wyposażaniu świetlic żołnierskich oraz opieka nad amatorską twórczością żołnierską.

## Korpus oficerów naukowo oświatowych
Rozkazem Sztabu Ministerstwa Spraw Wojskowych z 30 września 1920 utworzony został korpus osobowy oficerów naukowo-oświatowych. W jego skład weszli oficerowie zajmujący etatowe stanowiska oświatowe. Aby podnieść prestiż oficerów oświatowo-wychowawczych i ograniczyć odpływ fachowców do innych służb, ustalono, że oficera wchodzącego w skład Korpusu nie można było przenieść na inne stanowisko służbowe bez zgody szefa Sekcji Oświaty i Kultury Sztabu MSWojsk. Działalność oficerów Korpusu zdejmowała część obowiązków z dowódców jednostek wojskowych, przez co mieli oni więcej czasu na prowadzenie intensywnego szkolenia na potrzeby frontu.